# Przymus Seresa
Przymus Seresa (ang. "Seres squeeze") jest bardzo rzadką odmianą przymusu trójkolorowego, w którym jednym z kolorów jest kolor atutowy, po raz pierwszy został opisany i przeanalizowany w 1965 r. przez australijskiego brydżystę Tima Seresa.
```
                     ♠ D 7
                     
♥
 -
                     
♦
 -
                     ♣ K
          ♠ -                  nieistotne
          
♥
 W
          
♦
 W
          ♣ 3
                     ♠ -
                     
♥
 9
                     
♦
 10
                     ♣ A
```

S rozgrywa 6♣ i w powyższej trzykartowej końcówce jest w dziadku i musi wziąć pozostałe lewy. Ze stołu zagrana jest siódemka pik którą przebija asem trefl w ręce i W staje w przymusie. Podbicie tej lewy trójką trefl pozwoli rozgrywającemu na wykorzystanie damy pik w dziadku po przejściu tam przebitką, a zrzucenie któregoś z czerwonych waletów ustawi go w następnym przymusie po zagraniu przez rozgrywającego forty w tym kolorze.